# 汤米·瑟德斯特伦
汤米·瑟德斯特伦（瑞典語：Tommy Söderström，1969年7月17日—），瑞典男子冰球运动员。他曾代表瑞典参加1992年冬季奥林匹克运动会冰球比赛，获得第五名。他也曾入选1998年冬季奥林匹克运动会瑞典男子冰球队名单，但并未上场参赛。